# Boris Gromatzki
Boris Gromatzki (* 1978 in Herne) ist ein deutscher Filmeditor.

## Leben
Boris Gromatzki absolvierte ab 1998 eine Ausbildung zum Mediengestalter, danach folgte ein Studium im Fachbereich Montage an der Filmakademie Baden-Württemberg. Seit 2005 ist er als freier Filmeditor tätig.
Boris Gromatzki ist Mitglied im Bundesverband Filmschnitt Editor e.V. (BFS).

## Filmografie (Auswahl)
- 2006–2007, 2017: Der Kriminalist (Fernsehserie, 4 Folgen)
- 2009: Dutschke (Doku-Drama)
- 2013: Verratene Freunde (Fernsehspielfilm)
- 2013: Der Minister (Fernsehspielfilm)
- 2014: Auf das Leben! (Kinospielfilm)
- 2015: Männer! – Alles auf Anfang (Fernsehserie, 5 Folgen)
- 2015: Letzte Spur Berlin (Fernsehserie, 2 Folgen)
- 2015: Deutschland 83 (Fernsehserie, 3 Folgen)
- 2016: Die Opfer – Vergesst mich nicht
- 2017: Charité (Fernsehserie, 1. Staffel, Folgen 1–3)
- 2018: Deutschland 86 (Fernsehserie, 10 Folgen)
- 2018: Polizeiruf 110: Der Fall Sikorska (Fernsehreihe)
- 2018: Der Usedom-Krimi: Winterlicht (Fernsehreihe)
- 2018: Dark (Fernsehserie, 2. Staffel, Folgen 2+5)
- 2019: Zeit der Geheimnisse (Miniserie, 3 Folgen)
- 2021: Kitz (Fernsehserie)
- 2022: Tatort: Die Rache an der Welt (Fernsehreihe)
- 2022: Die Kaiserin (Miniserie, 2 Folgen)
- 2024: Haus aus Glas (Miniserie, 6 Folgen)